# Britton (Michigan)
Britton – wieś w Stanach Zjednoczonych, w stanie Michigan, w hrabstwie Lenawee.